# وولفیروو
وولفیروو (به چکی: Volfířov) یک منطقهٔ مسکونی در جمهوری چک است که در شهرستان ییندرژیخوف هرادتس واقع شده‌است.
 وولفیروو ۳۲٫۷۹ کیلومتر مربع مساحت و ۶۸۸ نفر جمعیت دارد و ۴۹۸ متر بالاتر از سطح دریا واقع شده‌است.